# Biblioteca Parque de Manguinhos
A Biblioteca Parque de Manguinhos é uma das bibliotecas públicas do Rio de Janeiro e a primeira biblioteca parque do país, inaugurada em 29 de abril de 2010 no bairro de Benfica. Possui um acervo de 25 mil livros e 900 filmes em DVDs para locação. A construção custou R$ 8,7 milhões em uma área de 2.300 m². Com biblioteca infantil e Cineteatro, a BPM é, além de biblioteca, um espaço cultural e de convivência, que oferece ampla acessibilidade à população.
O espaço, abraçado pela comunidade local, conta ainda com o moderno Cineteatro Eduardo Coutinho, com 202 lugares e tecnologia 3D. Também possibilitou a criação de iniciativas como a Cia de Teatro Manguinhos em Cena, contemplada por dois editais estaduais, além de outros grupos artísticos locais.

## História
Manguinhos é um bairro da Zona Norte do Rio de Janeiro, onde fica o Complexo de Manguinhos, conjunto de nove favelas. A região é conhecida pelo baixo IDH.
Em 2006, o governo federal iniciou intervenções no local, com o objetivo de ampliar o espaço urbanizado e melhorar a qualidade de vida da população. Dentre essas intervenções, a Biblioteca Parque de Manguinhos foi destinada a ser o espaço cultural da região. As obras tiveram início em 2009, e sua inauguração ocorreu em abril de 2010.

## Programa de Aceleração do Crescimento
O Programa de Aceleração do Crescimento (PAC) é uma iniciativa do governo federal que teve início em 2007, com o objetivo de incentivar o crescimento urbano e social do país. Com a execução do programa em Manguinhos, facilitou-se o acesso a políticas públicas na região, atendendo não apenas às necessidades básicas, mas também promovendo a cultura com maior facilidade para a população.

## Conceito e importância
A Biblioteca Parque de Manguinhos foi inspirada na Biblioteca Parque España, localizada em Medellín, na Colômbia, uma das regiões mais violentas do país. O objetivo era criar um centro cultural e comunitário, indo além do conceito tradicional de biblioteca.
As Bibliotecas Parque desempenham um papel importante na promoção da cultura em áreas de maior vulnerabilidade, utilizando seus espaços para atividades como teatro, cinema, dança, circo, comunicação e música. Sua estrutura privilegia a interação entre os usuários, diferindo das bibliotecas tradicionais.
Ao analisar o cenário cultural carioca, nota-se a concentração de atividades culturais no Centro e na Zona Sul da cidade, regiões onde residem pessoas com maior poder aquisitivo e maior acesso à cultura. Enquanto isso, outras áreas da cidade têm acesso restrito a instrumentos culturais.

## Impasses e fechamento
Em janeiro de 2013, foi instalada a Unidade de Polícia Pacificadora (UPP) de Manguinhos, com o objetivo de reforçar a segurança em comunidades do Rio de Janeiro. A chegada do programa ao bairro resultou em conflitos entre autoridades e quadrilhas locais. A redução da criminalidade foi momentânea, e casos de abuso de autoridade se tornaram frequentes. As UPPs proibiram a realização de festas e eventos, como bailes funk, samba e rodas de hip hop, o que levou a uma avaliação negativa do programa.
Na inauguração em 2010, a gestão das Bibliotecas Parque era de responsabilidade da Secretaria de Cultura do Estado, por meio da Superintendência de Leitura e Conhecimento. Posteriormente, a gestão foi transferida para uma organização social. A má administração do poder público, as mudanças de gestores e a crise econômica no Rio de Janeiro comprometeram os convênios, resultando na redução do horário de funcionamento, cortes de verba e demissões. Logo após, as bibliotecas foram fechadas.
O movimento Abre Biblioteca Rio realizou protestos, conseguindo um pequeno aumento no horário de funcionamento até novembro daquele ano. No entanto, devido aos atrasos, mais de 150 funcionários foram demitidos. A prefeitura do Rio de Janeiro assumiu a gestão das bibliotecas de Manguinhos, Rocinha e Alemão, mas com uma verba significativamente menor do que a disponibilizada pelo governo do estado.

## Reabertura
Devido aos protestos, a população ocupou o espaço para atividades culturais, como teatro e dança. Em 31 de janeiro de 2017, a Biblioteca Parque de Manguinhos foi reaberta parcialmente.
A reinauguração oficial ocorreu em 29 de março de 2018, sendo renomeada como Biblioteca Parque Marielle Franco, em homenagem à vereadora assassinada. Atualmente, as bibliotecas são geridas pela Secretaria de Cultura do Estado do Rio de Janeiro, em parceria com outras instituições e organizações.